# Bernauer Izidor
Bernauer Izidor (Pest, 1860. július 22. – Budapest, Erzsébetváros, 1945. január 28.) gépészmérnök, az Óbudai Gázgyár építője.

## Élete
Bernauer Mór kereskedő és Pessl Katalin harmadik gyermekeként született. A budapesti Műegyetem elvégzése után a gázművek szolgálatába állt, ahol 1905-ben igazgatóvá nevezték ki. 1910-ben, amikor a főváros megvásárolta az Osztrák-Magyar Általános Légszesztársulatot és megalapította a Budapest Székesfőváros Gázműveit (a mai Fővárosi Gázművek elődjét), annak műszaki igazgatójának választották meg. E minőségében ő vezette 1913-tól az Óbudai Gázgyár építését, és irányította a gázgyári üzemek működését is. Számos tanulmányúton járt Angliában, megfordult a londoni Old Kentroad-i gázgyárban, majd Glasgow-ban a provani gázgyárban. Érdemeiért a főváros tanácsa a gázművek örökös igazgatósági tagjává és műszaki tanácsadójává nevezte ki. Ügyvezető-igazgatója volt a Magyar Gázgyárak Országos Szövetségének. Szakértekezései hazai és külföldi folyóiratokban jelentek meg. A század első évtizedeiben jómódú zsidó nagypolgárnak számított, jelentős társadalmi és közéleti aktivitással.
1945 januárjában a budapesti gettóban halt meg.

## Családja
Hét testvére volt, köztük Bernauer Zsigmond, neves szabadalmi ügyvivő; Bernauer Géza, Ericsson gyárigazgató.
Kohen Irénnel (1861–1926) 1889. augusztus 7-én Budapesten kötött házasságot. Hat gyermekük született, köztük (Bernauer) Benczés Emil (1883-1959) mérnök, a BSZK Rt. műszaki főtanácsosa volt.

## Írásaiból
- A világítógáz alkalmazása körül tett újabb haladásról. A Magyar Mérnök- és Építész-Egylet Közlönye 17. évfolyam (1883). 3. szám, 151-164. old.
- Észrevételek Kovács Pálnak, a magy. kir. államvasutak központi pályaházának elektromos világító telepét ismertető cikkére. A Magyar Mérnök és Építész Egylet Közlönye. XXI. kötet. Ullmann Vilmos szerkesztésében. Bp., 1887. 347–349.
- Az óbudai új gázgyár. In: Magyar Mérnök- és Építész Egylet Közlönye, 1914/25-26. füzet. p. 435-442 (I. rész), illetve p. 445-450 (II. rész).